# Ziętek (film)
Ziętek – wielokrotnie nagradzany polski, krótkometrażowy film dokumentalny z roku 2008 w reżyserii Bartosza Blaschke. Bohaterem dokumentu jest rzeźbiarz Bogdan Ziętek..

## Nagrody
- 2009 - Nagroda dla najlepszego filmu dokumentalnego - Sydney - Flickerfest International Short Film Festival
- 2009 - Nagroda dla najlepszego filmu dokumentalnego - Barcelona - Międzynarodowy Festiwal Filmów Krótkometrażowych "Mecal"
- 2009 - Nagroda Jury Future Shorts - Poznań - Short Waves Festival
- 2008 - Nagroda dla najlepszego filmu dokumentalnego - Toronto - Worldwide Short Film Festival[3]
- 2008 - Nagroda dla najlepszego filmu dokumentalnego - Katalonia - Manlleu Short Film Festival
- 2008 - Nagroda dla najlepszego filmu dokumentalnego - Austin - Austin Film Festival
- 2008 - Nagroda dla najlepszego filmu dokumentalnego - Acireale - Międzynarodowy Festiwal Filmów Krótkometrażowych "Magma"
- 2008 - Nagroda Specjalna im. Władysława Mikoszy za najlepsze zdjęcia dla Tomasza Augustynka - Saratow - Międzynarodowy Festiwal Filmów Dokumentalnych "Saratowskie cierpienia"[4]
- 2008 - Nagroda dla najlepszego filmu dokumentalnego - Tirana - Tirana International Film Festival
- 2008 - II Nagroda dla filmu dokumentalnego - Rauma - Blue Sea Film Festival